# Hoi (uitroep)
Hoi is een informele uitroep in het Nederlands. Het wordt zowel gebruikt om iemand te groeten als om vreugde te uiten. Voor dit laatste bestaat ook de iets uitgebreidere variant hiep hoi.
Het woord wordt sinds ongeveer 1950 gebruikt als groet, mogelijk in navolging van het Engelse ahoy. In eerste instantie werd hoi alleen gebruikt om te begroeten, later ook als afscheidsgroet.
De afscheidsgroet heeft zich – onder invloed van de groet moi – vermoedelijk vanuit Groningen verbreid.
Ook het Zwitserduits kent "hoi" als informele begroeting onder bekenden.